# フランコ・カラッチオーロ
フランコ・カラッチオーロ（Franco Caracciolo, 1920年3月29日 - 1999年9月28日）は、イタリア出身の指揮者。
バーリの生まれ。
ナポリのサン・ピエトロ・ア・マイエッラ音楽院でピアノを学んだ後、ローマのサンタ・チェチーリア国立アカデミアでベルナルディーノ・モリナーリに指揮法を師事して指揮者となった。
イタリア国内のオーケストラや歌劇場を客演して回ったあと、1949年からアレッサンドロ・スカルラッティ室内管弦楽団の首席指揮者を務め、在任中の1957年からアレッサンドロ・スカルラッティ室内管弦楽団はナポリ・イタリア放送アレッサンドロ・スカルラッティ管弦楽団に名称を変えた。1964年からミラノ・イタリア放送管弦楽団の首席指揮者を務めた。
1971年に、ナポリ・イタリア放送アレッサンドロ・スカルラッティ管弦楽団に戻り、1987年に引退するまで、そこの首席指揮者の任に当たった。
ナポリで死去。